# Juan Álvarez (Sonora)
Juan Álvarez es un ejido del municipio de Caborca ubicado en el noroeste del estado mexicano de Sonora, en la zona del desierto de Sonora. Según los datos del Censo de Población y Vivienda realizado en 2020 por el Instituto Nacional de Estadística y Geografía (INEGI), Juan Álvarez tiene un total de 172 habitantes. Se fundó por resolución presidencial el 9 de junio de 1970.
Aquí se encuentra una gran actividad minera, que es la actividad económica principal del municipio.

## Geografía
Juan Álvarez se sitúa en las coordenadas geográficas 31°10'11" de latitud norte y 112°48'27" de longitud oeste del meridiano de Greenwich, a una elevación de 169 metros sobre el nivel del mar.